# 伝える極意
『伝える極意』（つたえるごくい）は、2008年4月8日から2013年3月15日までNHK教育テレビジョン → NHK Eテレで放送されていた小学校5・6年生向けの学校放送（教科：国語・総合的な学習の時間）である。2008年3月31日に一度パイロット版を放送した後、同年4月8日にレギュラー放送を開始した。

## 概要
毎回演劇・放送関係の人物や大学の教員などが小学校を訪れ、そこの児童たちに自分の考えを人に分かりやすく伝える「極意」を伝授する模様を放送していた。ただし番組収録は、必ずしも視聴対象層である高学年のクラスで行うとは限らなかった。ナレーターは一貫して小山茉美が務めていた。

## 放送時間
いずれも日本標準時、別の時間帯での再放送あり。レギュラー放送の終了後も、2015年3月27日まで繰り返し再放送されていた。
- 火曜日 10:00 - 10:15、月曜日 19:40 - 19:55（9月29日〜2009年3月23日までの再放送）（2008年4月8日 - 2009年3月10日）
- 月曜日 - 火曜日 10:00 - 10:15 （2009年3月30日 - 2009年3月31日） - 『伝える極意スペシャル』と題しての2日間連続放送を実施。
- 木曜日 10:45 - 11:00 （2009年4月9日 - 2011年3月10日）
- 木曜日 09:55 - 10:10 （2011年4月7日 - 2012年3月15日）
- 金曜日 10:00 - 10:15 （2012年4月13日 - 2013年3月15日）